# Кондратюк Андрій Іванович
Кондратюк Андрій Іванович (6 травня 1938 року, хутір Отраже, Березнівський район, Рівненська область — 2 лютого 2019 року, Рівне) — український прозаїк, літературознавець, перекладач. Член Національної спілки письменників України, лауреат премії «Благовіст». В 2013 році за особливі досягнення у літературній творчості, за вагомий внесок у відродження духовності та культури українського народу нагороджений медаллю Національної Спілки письменників України «Почесна відзнака».

## Життєпис
Закінчив Моквинську середню школу і факультет журналістики Львівського державного університету ім. І. Франка. Працював власним кореспондентом газети «Ленінська молодь» (Львів) у Рівненській області, друкувався у рівненських газетах, на Приморському радіо (м. Владивосток, РФ). Зазнав переслідувань у 60-і рр. від радянської влади. Переїхав у Київ. 1967—1968 роках працював референтом видавництва «Молодь» (Київ).

## Твори
«Важке прозріння» (написаний у 1960-х рр., виданий у 1990 р.), «З вишневого саду: науково-художні оповідання» (1991), «На горі сосна золоторясна» (1995), «Етюди з життя сучасного українського літератора» (1997), за яку отримав премію «Благовіст», «Новели нашого хутора» (1999), «Поклик творчості: бесіди про літературу і життя» (2003), «Зацвіла в долині червона калина» (2004), «Поза межами суєти: роман-мозаїка» (2005), «Випромінювання любові: роман у листах і новелах» (2006), «Краса зникаюча і вічна» (2007), «Вигнанець» (2008), «Гості із Аргентини»: повісті, оповідання, думки (2009), «Дорога до матері» (2009), «Добром зігріте серце: спогади, есеї, новели» (2010), «Геній поза Батьківщиною» (2012), «Хутір»: роман (2013), «Там земля мила: повісті, оповідання, есеї, спостереження» (2015), «Старина: повісті, оповідання, спостереження» (2016), «Давні листи: повісті, оповідання, спогади, спостереження» (2017), «Батькова клуня» (2018), «Спостереження і відчуття» (2019).
Упорядник тематичних збірників про природу «Лісова скринька» та «Уклін землі». Українською мовою переклав (у співавторстві) роман аргентинського письменника Альфредо Варели «Темна ріка».